# Бекдел, Элисон
Элисон Бекдел (англ. Alison Bechdel; род. 10 сентября 1960) — американская рисовальщица, создательница комикса Dykes to Watch Out For и графических мемуаров Fun Home. Лауреатка гранта Макартура для гениев в 2014 году.

## Семья и юность
Элисон родилась в городе Лок-Хейвене, штат Пенсильвания, США, в семье учителей, католиков по вероисповеданию, содержавших похоронное бюро. Она окончила колледж Саймон-Рок, а затем, в 1981 году — Оберлинский колледж.
Младший брат Элисон, Джон Бекдел — известный музыкант-клавишник, игравший с такими коллективами, как Ministry и Fear Factory.

## Карьера
После окончания обучения Элисон Бекдел переехала в Нью-Йорк, где работала в издательском деле, параллельно предпринимая попытки устроиться во многие школы искусств, но везде получая отказы.
Свой комикс Dykes to Watch Out For Элисон начала с одного рисунка, названного «Marianne, dissatisfied with the morning brew: Dykes to Watch Out For, plate no. 27». По совету знакомых она отправила эту работу в феминистическую газету Womannews, где работа и была опубликована в 1983 году. Вскоре Элисон перешла от одиночных рисунков к комик-стрипам, а на следующий год её комикс уже публиковался и в других изданиях.
Изначально комикс представлял собой отдельные стрипы, не связанные общим сюжетом или героями, однако в 1987 году Бекдел ввела постоянных персонажей, и действие сконцентрировалось вокруг компании Мо и её друзей.
Комикс стал источником теста Бекдел, проверяющего фильмы, книги и другие произведения на феминистичность.
В соответствии с этим тестом, произведение считается достаточно феминистичным, если выполнены три условия:
1. в нём есть как минимум две женщины,
2. разговаривающие друг с другом,
3. не о мужчине.

С 1988 года Бекдел делает работы для журнала The Advocate, с 1990 года она начала профессионально работать художницей комиксов, чуть позже — переехала в Берлингтон (Вермонт), затем — в Болтон (Вермонт).
В 2006 году Элисон создаёт свои графические мемуары Fun Home, с которыми получает признание критиков. Впоследстви на основе Fun Home поставлен мюзикл «Весёлый дом», получивший премию Тони как лучший мюзикл 2015 года.
В 2012 году Элисон Бекдел удостоена награды The Bill Whitehead Award for Lifetime Achievement от ассоциации издателей Publishing Triangle.

## Личная жизнь
Элисон Бекдел совершила каминг-аут как лесбиянка в 19 лет. Гендер и сексуальность Бекдел играют важную роль в её творчестве.
Скрытая подрывная цель моего творчества — показать, что женщины, не обязательно лесбиянки, — обычные человеческие существа.
Оригинальный текст (англ.)The secret subversive goal of my work is to show that women, not just lesbians, are regular human beings.
В феврале 2004 года Бекдел и её партнёрша, Эми Рубин, сыграли в Сан-Франциско свадьбу, хотя позже эта свадьба, как и все однополые браки в том году, были признаны недействительными Верховным судом Калифорнии. Элисон и Эми были вместе с 1992 года, однако в 2006 году они расстались.